# Rainin' in my heart
Rainin' in my heart is een lied dat werd geschreven door Slim Harpo en Jerry West. Harpo bracht het in 1961 uit op zijn album Slim Harpo sings "Raining In my heart..." Daarnaast verscheen het dat jaar zowel op de A- als B-kant van een single met Don't start cryin' now op de andere kant.
Het bereikte nummer 34 van de Hot 100 (popmuziek) en op nummer 17 van de Hot R&B, beide hitlijsten van het Amerikaanse muziektijdschrift Billboard.

## Covers
Er verscheen een aantal covers van het nummer. De artiesten Dorsey Burnette (1961) en Hank Williams jr. & The Mike Curb Congregation (1970) brachten het uit op een single. Alleen Williams had er een hit mee, met een nummer 3-notering in de Hot Country Songs (in de pop-hitlijst van Billboard op nummer 108). Verder verscheen er nog een versie op de B-kant van een single van de Deense formatie Keepers (Amen, 1967).
Verder verschenen er covers op muziekalbums, zoals van The Pretty Things (Get the picture?, 1966), Jack Greene (There's a whole lot about a woman a man don't know, 1971), Warner Mack (You make me feel like a man, 1972), The Crawdaddys (Crawdaddy Express, 1979), Neil Young & The Shocking Pinks (Everybody's rockin', 1983), Jerry Williams (Working class hero, 1984), Jo-El Sonnier (Come on Joe, 1987), Lazy Lester (Harp & soul, 1988), The Country Rockers (Cypress room, 1990), The Mystic Eyes (Flashback, 2001), The Revelators (Let a poor boy ride, 2001), James Cotton (Baby, don't you tear my clothes, 2004) en Warren Storm & The Blues Rockers (Dust my blues!, 2005).